# Cara Theobold
Cara Louise Theobold (Wakefield, 25 de Janeiro de 1990) é uma atriz britânica que treinou na Guildhall School of Music and Drama. O seu primeiro papel como atriz foi o de Ivy Stuart na terceira e na quarta temporadas do drama de época Downton Abbey e também é conhecida por ter dublado como Tracer no video game Overwatch.

## Vida e Carreira
Cara Theobold foi educada na Outwood Grange Academy antes de entrar para a Guildhall School of Music and Drama. Ela inicialmente fez audições para o papel de Ivy Stuart no Natal de 2011, durante o seu último ano. Ela foi autorizada a terminar o seu último ano na escola de drama mais cedo para poder começar a gravar a série na Páscoa. Theobold characterized Ivy as "ambitious" and "a dreamer". Ela retornou para a quarta temporada da série em 2013. O seu trabalho no drama resultou na sua co-recepção do Screen Actors Guild Award for Outstanding Performance by an Ensemble in a Drama Series.
Em 2014, Theobold fez uma aparição como convidada em "Scrotal Recall". Em 2015 ela apareceu em dois episódiosde "Last Tango in Halifax" como Holly, e um episódio de Call the Midwife. Ela estrelou como Sarah, uma governanta em uma casa imponente e uma dos personagens principais,na terceira temporada de "The Syndicate" que veio ao ar na primavera de 2015.
Ela é também a dubladora de Tracer nos video games Overwatch e Heroes of the Storm.

## Filmografia
| Ano(s)        | Título                  | Papel                  |
| ------------- | ----------------------- | ---------------------- |
| 2012-2013     | Downton Abbey           | Ivy Stuart             |
| 2014          | Scrotal Recall          | Ilona McLeod           |
| 2015          | Last Tango in Halifax   | Holly                  |
| 2015          | Call the Midwife        | Marie Amos             |
| 2015          | The Syndicate           | Sarah                  |
| 2015          | Together                | Ellen                  |
| 2015          | Harry Price Ghosthunter | Sarah Grey (Housemaid) |
| 2016          | Overwatch               | Tracer                 |
| 2016          | Heroes of the Storm     | Tracer                 |
| 2016-presente | Crazyhead               | Amy                    |